# Mindestanforderung
Als Mindestanforderungen bezeichnet man allgemein die Anforderungen an technische wie nichttechnische Systeme, Produkte, Dienstleistungen oder Prozesse, die zur Erreichung von vordefinierten Mindestzielen (Minimalbedingungen) erforderlich sind. Mindestanforderungen  in Form von Mindestzielen dienen beispielsweise der Erlangung von Sicherheit, Rechtssicherheit und Prozessfähigkeit oder zur Definition von Kundenanforderungen, die zum Erreichen der Kundenzufriedenheit erforderlich sind.
Die Verlustfunktion nach Taguchi Gen’ichi definiert jede Abweichung von definierten Sollwerten auch innerhalb gegebener Toleranzen als geldwerten Verlust und definiert damit den Sollwert als Mindestanforderung (Optimum).

## Beispiele
- In der Konstruktion wie beim Technischen Zeichnen definieren Toleranzen die Mindestanforderungen an Genauigkeit, Oberflächenbeschaffenheit, Form und Lage.

- Mindestanforderungen der deutschen Finanzaufsicht an Banken, Versicherungen und Investmentgesellschaften

- Bankaufsichtliche Anforderungen an die IT (BAIT) Mindestanforderungen an die IT bei Banken

- Versicherungsaufsichtliche Anforderungen an die IT (VAIT) Mindestanforderungen an die IT bei Versicherungen

- Kapitalverwaltungsaufsichtliche Anforderungen an die IT (KAIT) Mindestanforderungen an die IT bei  Kapitalverwaltungsgesellschaften

- Mindestanforderungen an eine Mängelliste durch den BSI bei KRITIS abgerufen am 12. Oktober 2019